# Narbonne Volley
O Narbonne Volley é um clube de voleibol masculino francês fundado em 1963 e com sede na cidade de Narbona, no departamento de Aude. Atualmente o clube disputa a Ligue A, a primeira divisão do campeonato francês.

## Histórico
Em 1963 houve a fundação do clube MJC Narbonne. Em 1992 o clube é fundado com o nome de Union Volley-Ball de la Narbonnaise, com as cores sociais branca e vermelha. Em 2005 conseguiu acesso para a primeira divisão do campeonato nacional após ser vice-campeão da Ligue B. Mas no ano seguinte, após ser rebaixado para a Ligue B novamente, o clube vence o campeonato na temporada seguinte e volta a competir na liga principal em 2007.
Em março de 2018 assinou contrato com o técnico espanhol Guillermo Falasca. No mesmo mês voltou a competir na Ligue A após a Ligue Nationale de Volley (LNV) regressar ao formato original de 14 equipes por temporada, e não 12 como previsto anteriormente.
Após terminar na terceira colocação geral na Ligue A de 2020–21, o clube garantiu vaga para disputar o primeiro torneio continental de sua história. Após perder a primeira partida das finais para o turco Halkbank Ankara por 3 sets a 0, o time de Narbona venceu a segunda partida em casa por 3 sets a 1 forçando o golden set, onde se sagrou campeão da Taça Challenge de 2021–22 fechando o placar em 21 a 19.

## Títulos

### Campeonatos continentais
Taça Challenge
- Campeão: 2021–22

### Campeonatos nacionais
Copa da França
- Terceiro lugar: 2018–19

 Campeonato Francês - Ligue B
- Campeão: 2006–07
- Vice-campeão: 2004–05, 2010–11, 2017–18

## Elenco atual
Atletas selecionados para disputar a temporada 2022–23.
| Camisa                     | Nome                 | Altura (m) | Posição    |
| -------------------------- | -------------------- | ---------- | ---------- |
| 2                          | Maxence Mahieux      | 1,96       | Ponteiro   |
| 3                          | Moisés Vásquez       | 2,08       | Central    |
| 4                          | Victor Socié         | 1,92       | Ponteiro   |
| 5                          | Vinicius Silveira    | 1,92       | Ponteiro   |
| 6                          | Quentin Jouffroy     | 2,03       | Central    |
| 7                          | Luca Ramon           | 1,85       | Líbero     |
| 8                          | Alexandre Gabin      | 1,87       | Levantador |
| 9                          | Luca Vettori         | 2,00       | Oposto     |
| 10                         | Jordi Ramón Ferragut | 1,94       | Ponteiro   |
| 11                         | Tanguy Dijoud        | 1,98       | Central    |
| 12                         | Nikolay Kolev        | 2,04       | Central    |
| 15                         | Julien Faganas       | 1,99       | Oposto     |
| 18                         | Danilo Gelinski      | 1,93       | Levantador |
| 19                         | Willner Rivas        | 1,94       | Ponteiro   |
| Técnico: Guillermo Falasca |                      |            |            |